# Pascal Jules

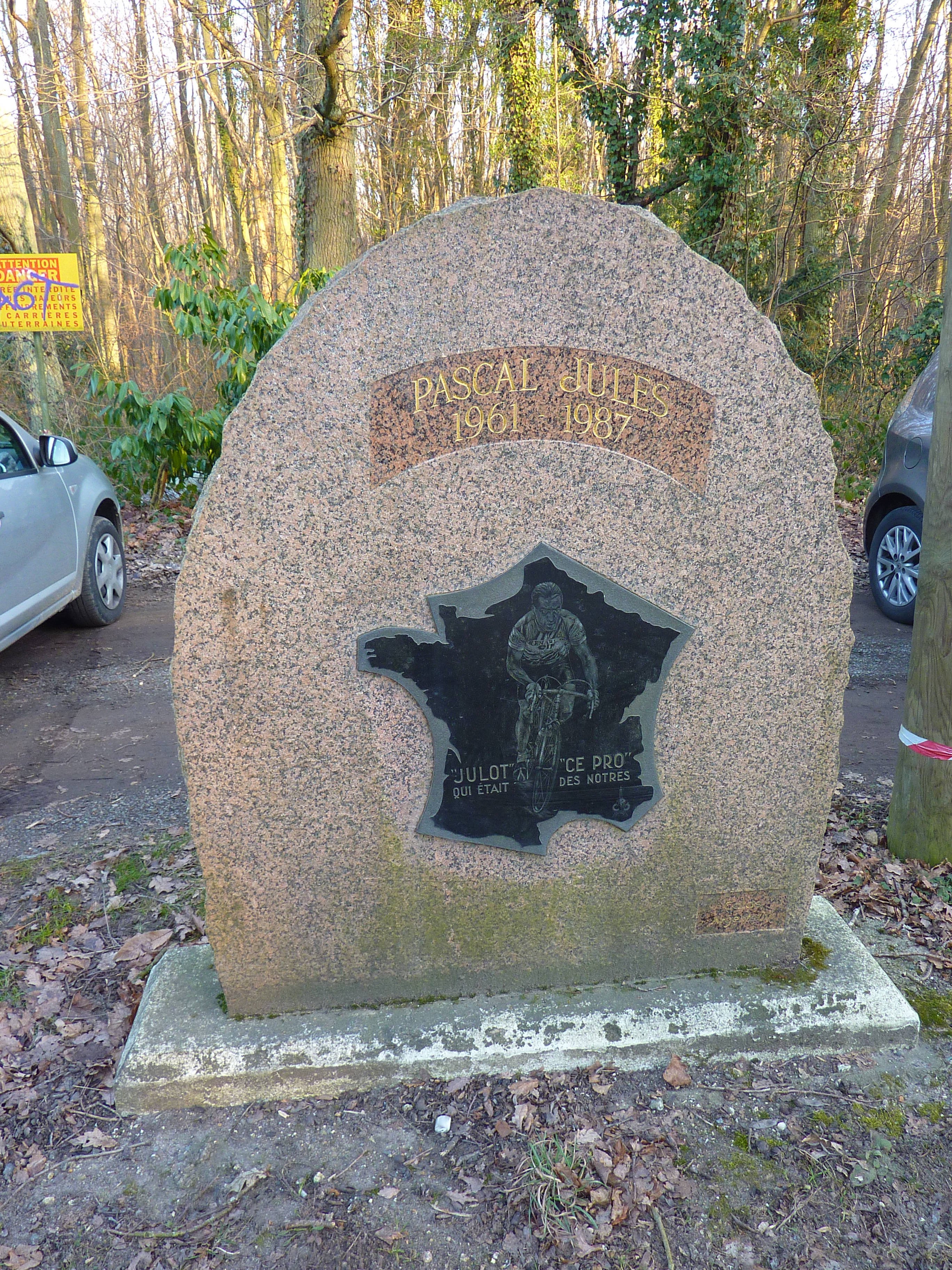
Monument en record de Pascale Jules a Chanteloup-les-Vignes.

Pascal Jules (La Garenne-Colombes, 22 de juliol de 1961 - Bernay, 25 d'octubre de 1987) va ser un ciclista francès, que fou professional entre 1982 i el moment de la seva mort, produïda en un accident de trànsit.
Després d'una brillant cursa amateur, com a professional destaca una victòria d'etapa al Tour de França de 1984.

## Palmarès
- 1982
  - 1r al Premi de Fontenay-sous-Bois
  - Vencedor d'una etapa del Critèrium del Dauphiné Libéré
  - Vencedor d'una etapa de la Volta a Luxemburg
  - Vencedor d'una etapa del Tour de l'Avenir
  - Vencedor d'una etapa a l'Étoile des Espoirs
- 1983
  - 1r al Tour de l'Oise i vencedor d'una etapa
  - 1r al Circuit de La Sarthe i vencedor d'una etapa
  - Vencedor d'una etapa del Tour d'Armor
- 1984
  - 1r al Premi de Château-Chinon
  - 1r a la Ronde des Pyrénées
  - 1r al Premi de Saint-Raphaël
  - Vencedor d'una etapa del Tour de França
  - Vencedor d'una etapa del Tour de Midi-Pyrénées
- 1985
  - 1r al Circuit de La Sarthe
- 1986
  - Vencedor d'una etapa del Tour de l'Avenir
- 1987
  - Vencedor d'una etapa de la Volta a Andalusia

### Resultats al Tour de França
- 1983. 61è de la classificació general
- 1984. 21è de la classificació general. Vencedor d'una etapa
- 1986. Abandona (1a etapa)
- 1987. 114è de la classificació general

### Resultats al Giro d'Itàlia
- 1985. 85è de la classificació general

### Resultats a la Volta a Espanya
- 1986. 87è de la classificació general